# Pitho laevigata
Pitho laevigata is een krabbensoort uit de familie van de Mithracidae. De wetenschappelijke naam van de soort werd in 1875 voor het eerst geldig gepubliceerd door Alphonse Milne-Edwards.